# Зеленика
Зелени́ка (болг. Зеленика) — село в Габровській області Болгарії. Входить до складу общини Трявна.

## Населення
За даними перепису населення 2011 року у селі проживали 5 осіб.
Розподіл населення за віком у 2011 році:
Динаміка населення: